# Áed Balb mac Indrechtaig
Áed Balb mac Indrechtaig (mort en 742) est un roi de Connacht issu des Uí Briúin Aí une branche Connachta.
Il est le fils de Indrechtach mac Muiredaig Muillethan (mort en 723), un précédent souverain. Il appartient au sept Síl Muiredaig des Uí Briúin. Son surnom signifie Bégue.
Áed est désigné comme roi dans les Listes de Rois et dans les annales il succède à Cathal mac Muiredaig en 735 et meurt en 742. On ignore tout de son règne et il a comme successeur Forggus mac Cellaig du Síl Cathail.

## Sources
- (en) Francis John Byrne, Irish Kings and High-Kings, Londres, Batsford, 1973 (ISBN 0-7134-5882-8)
- (en) T.W Moody, F.X. Martin, F.J. Byrne A New History of Ireland IX Maps, Genealogies, Lists. A companion to Irish History part II . Oxford University Press réédition 2011  (ISBN 9780199593064) Kings of Connacht to 1224 p. 138.